# Canthon violaceus
Canthon violaceus är en skalbaggsart som beskrevs av Olivier 1789. Canthon violaceus ingår i släktet Canthon och familjen bladhorningar. Inga underarter finns listade.